# Jean-Féry Rebel

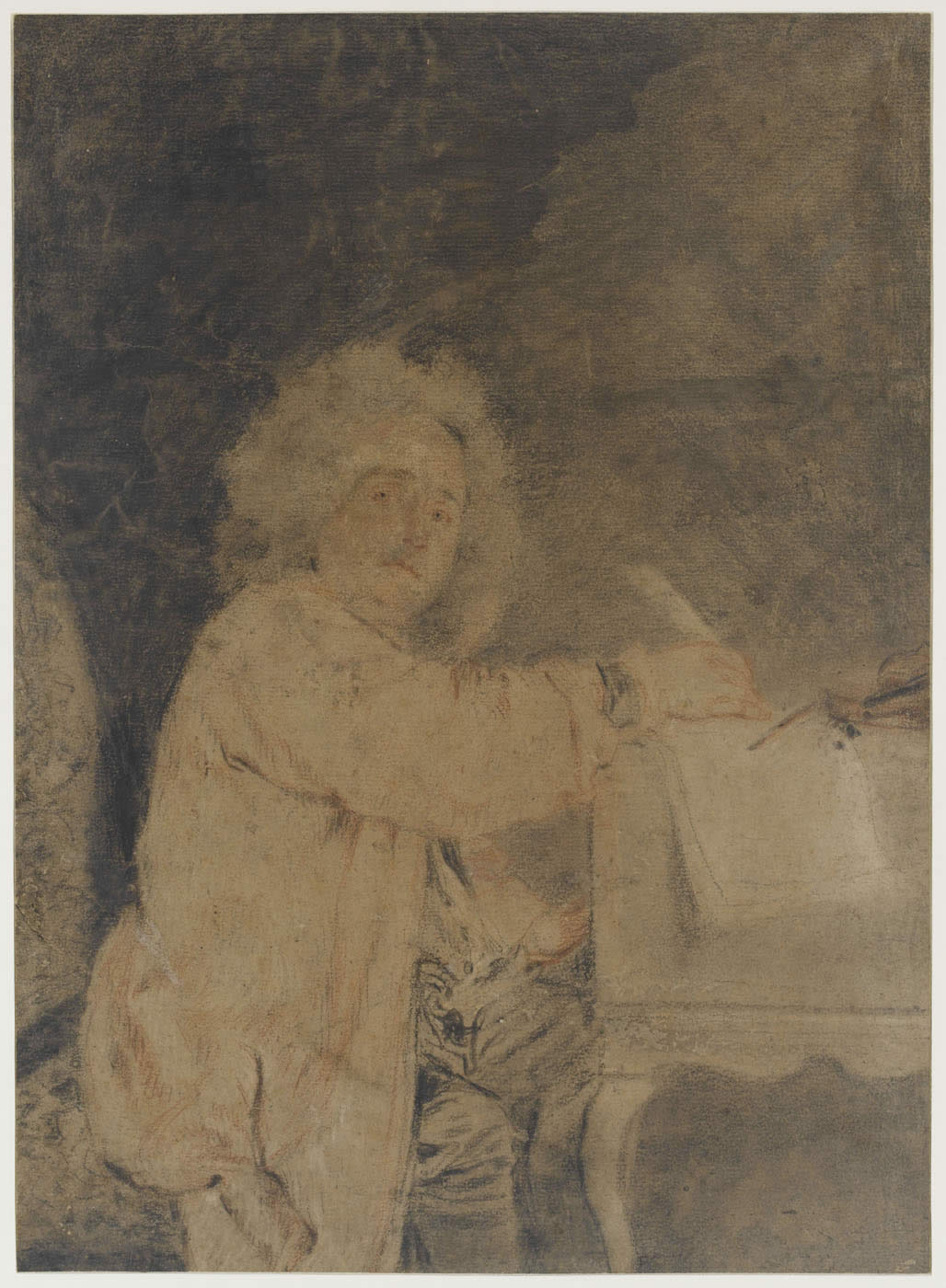
Jean-Féry Rebel, omkring 1710, målad av Antoine Watteau, Musée Magnin, Dijon (Frankrike).

Jean-Féry Rebel, född 18 april 1666, död 2 januari 1747, var en fransk barockkompositör och violinist. Han var far till François Rebel.
Rebel studerade hos Jean-Baptiste Lully. År 1699 spelade han första violin i Académie royale de musique. Senare under livet reste Rebel bland annat till Spanien 1705.

## Kompositioner i urval
- tolv samlingar med sonater i en eller två delar. (komponerade 1695, publicerade i Paris år 1712)
- 12 Sonater för violin solo mixad med récits för viol (Paris 1713)
- Les Caractères de la danse (1715),
- Les Éléments (1737)
- le Tombeau de M. de Lully, en hommage à son maître
- Ulysse, tragédie lyrique  (1703)